# 観世左近
観世左近は、中世以来近代に至るまで、シテ方観世流宗家の当主がしばしば名乗った名。「左近」「左近大夫」の両形がある。近代以降では24世宗家観世元滋が特に有名。

## 歴史
「左近」の名乗りを初めて使ったのは7世宗家・観世宗節であるとされることが多いが、本人による「左近」署名は残されておらず、同時代の文献にも見えないことからこれは誤伝らしい。実際に「左近」を初めて名乗ったことが解っているのは、宗節の甥で後継者の8世宗家・観世元尚で、1574年（天正2年）以降、それまでの「観世大夫」に代えて「観世左近」の署名を用いている。
9世宗家・観世身愛は早くから徳川家康の後援を受けていたが、1601年（慶長6年）頃から、それまでの「観世大夫」を改めて「観世左近大夫」を名乗った。「左近大夫」は本来、従五位下に昇進した左近将監を指す呼称であり、身愛はこの名を名乗ることで、他の「大夫」号を名乗る能役者たちに対し、天下人たる徳川家お抱えの筆頭能大夫たる自身が、一段上の存在であることを誇示したものと考えられている。なお世阿弥は『風姿花伝』奥書で「従五位下左衛門大夫」と署名しており、同じ位に相当する「左近大夫」の称を身愛が用いたのは、これに拠ったものと思われる。
以後10世宗家・重成、11世宗家・重清がともに「左近大夫」を名乗る。一方、12世宗家を嗣いだ観世重賢は「左門」を名乗ったが、これは重賢が宝生家からの養子の身であったため、観世家伝統の「左近」を遠慮した可能性が指摘されている。またこの左門も、やはり世阿弥の「左衛門大夫」に由来すると考えられる。その後「左近」の名を復活させたのが15世宗家・観世元章である。ただし元章は「左近大夫」の表記は避けていたようだ。18世宗家・清充、21世宗家・清長も「左近」を名乗った。
幕末・維新期の大夫であった22世宗家・観世清孝は、江戸期には「左近」を使用しなかったが、徳川氏に従って静岡に逼塞していた1873年（明治6年）のごく一時期のみ「観世左近」を名乗った形跡がある。これには政府の戸籍作成に当たって、代々の名である「左近」を本名として届け出たものの、受理されなかったのではないか、という推測がある。
大正〜昭和期に活躍した24世宗家・観世元滋は1927年（昭和2年）に「観世左近」を襲名。25世宗家・観世元正も1988年（昭和63年）やはり「観世左近」を襲名し、戸籍上の本名もこれに改めたが、1990年（平成2年）に没している。

## 歴代「観世左近」一覧
- 7世 - 観世元忠※
- 8世 - 観世左近元尚
- 9世 - 観世左近大夫身愛
- 10世 - 観世左近大夫重成
- 11世 - 観世左近大夫重清
- 15世 - 観世左近元章
- 18世 - 観世左近清充
- 21世 - 観世左近清長
- 22世 - 観世左近（清孝）※
- 24世 - 観世左近（元滋）
- 25世 - 観世左近（元正）